# شنترة

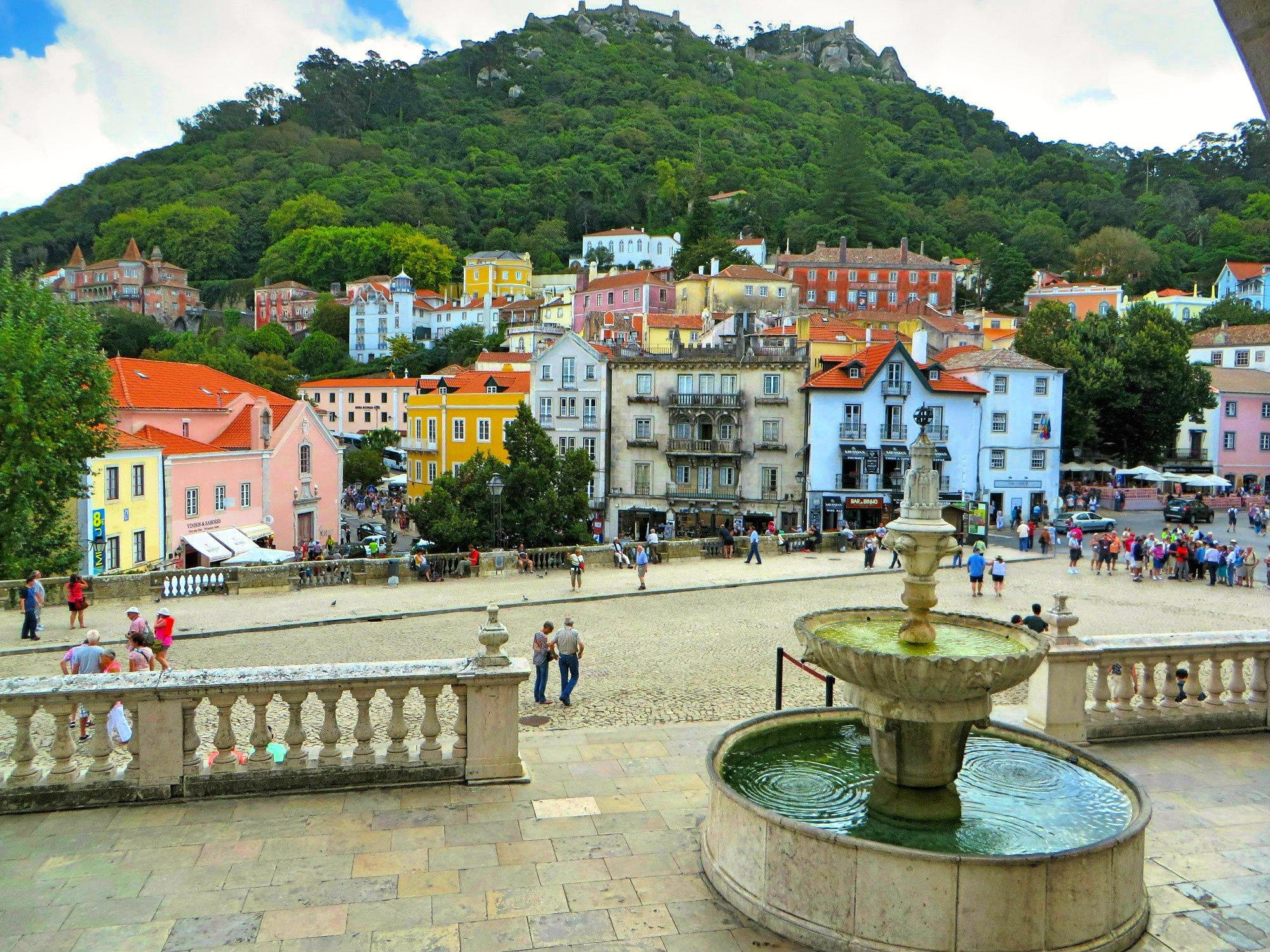
صورة لقلب شنترة التاريخي

شنترة أو سنترة هي بلدية في نطاق منطقة لشبونة بالبرتغال، بلغ تعدادها سنة 2011 م،
377,835 نسمة، ومساحتها نحو 319.23 كم2، تضم شنترة قصر بينا الوطني، وهي مصنّفة كإحدى مواقع التراث العالمي لدى اليونسكو، لذا فهي أحد أبرز المزارات السياحية في العاصمة البرتغالية لشبونة.

## معرض صور

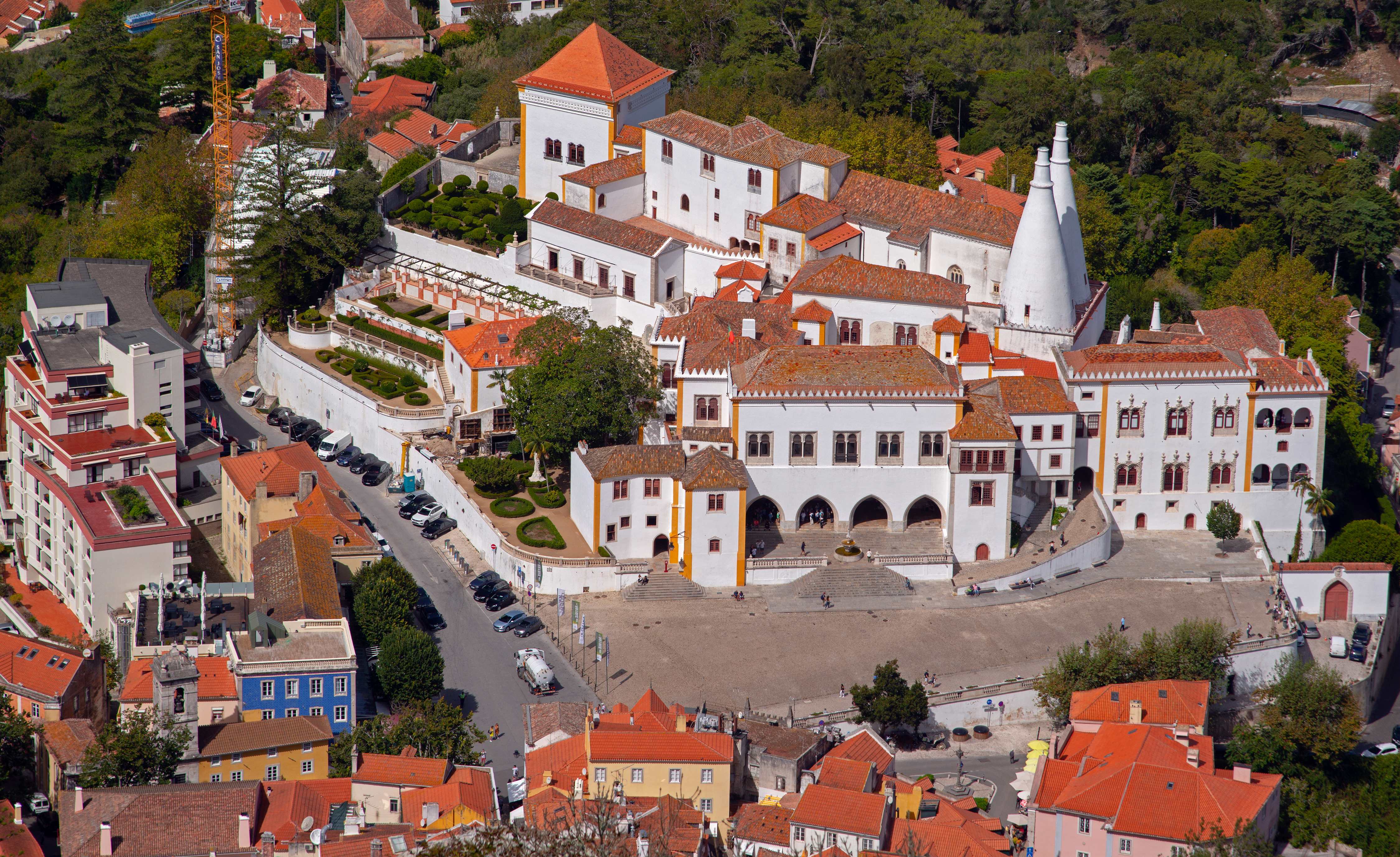
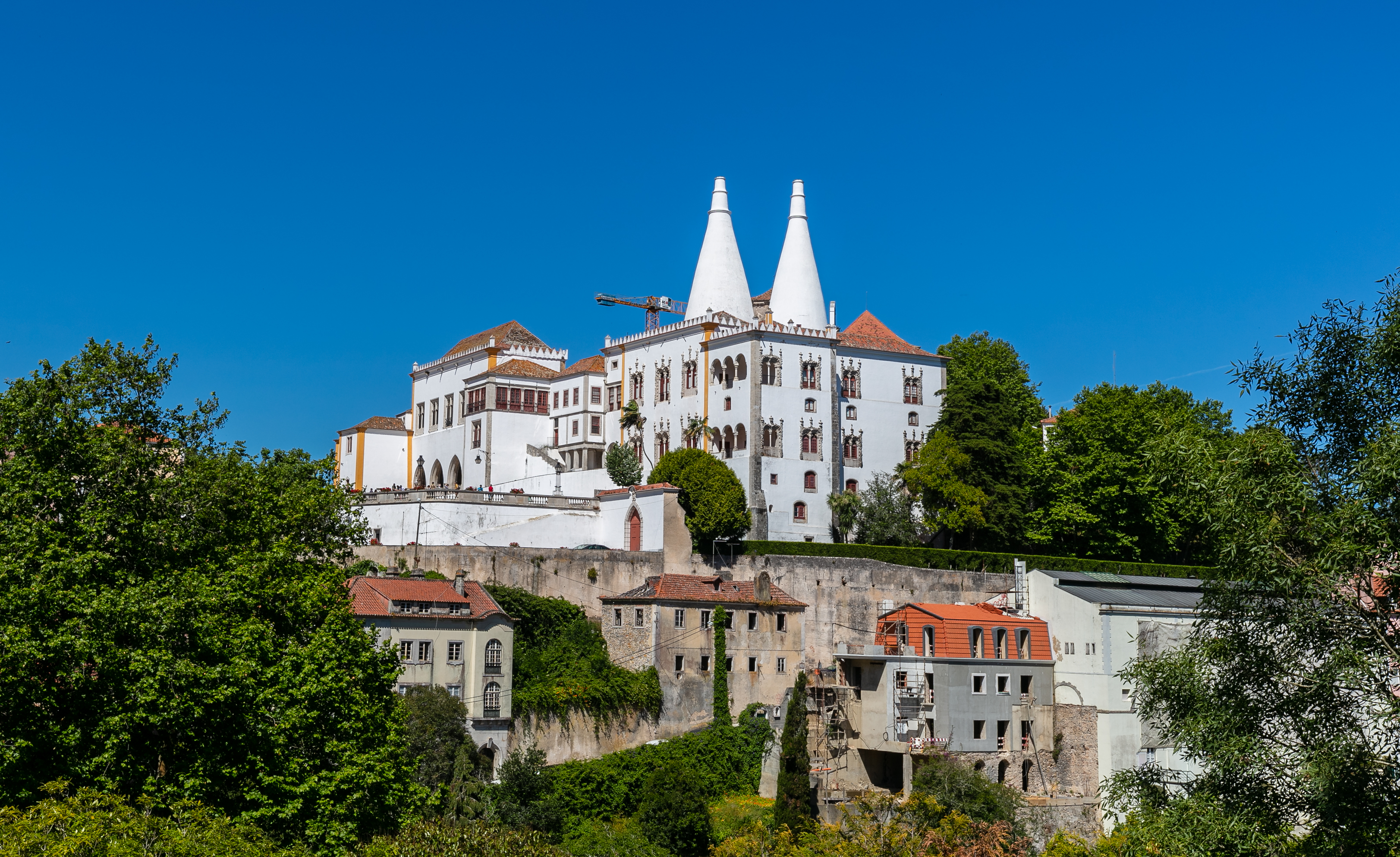
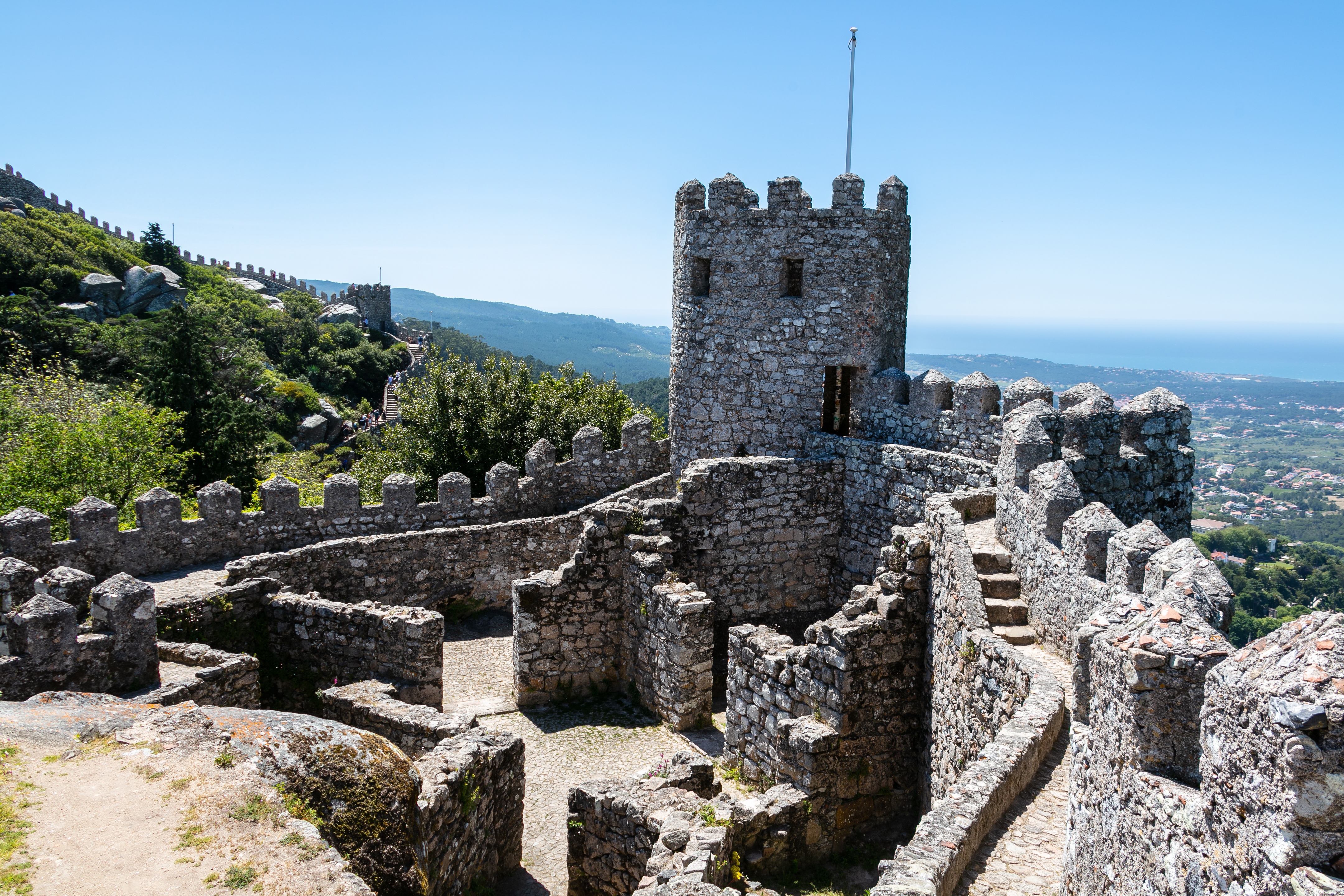
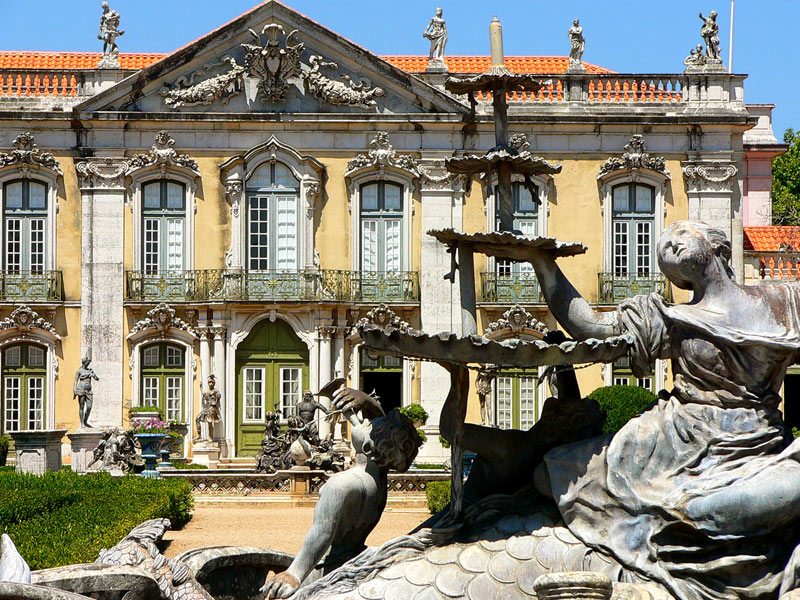
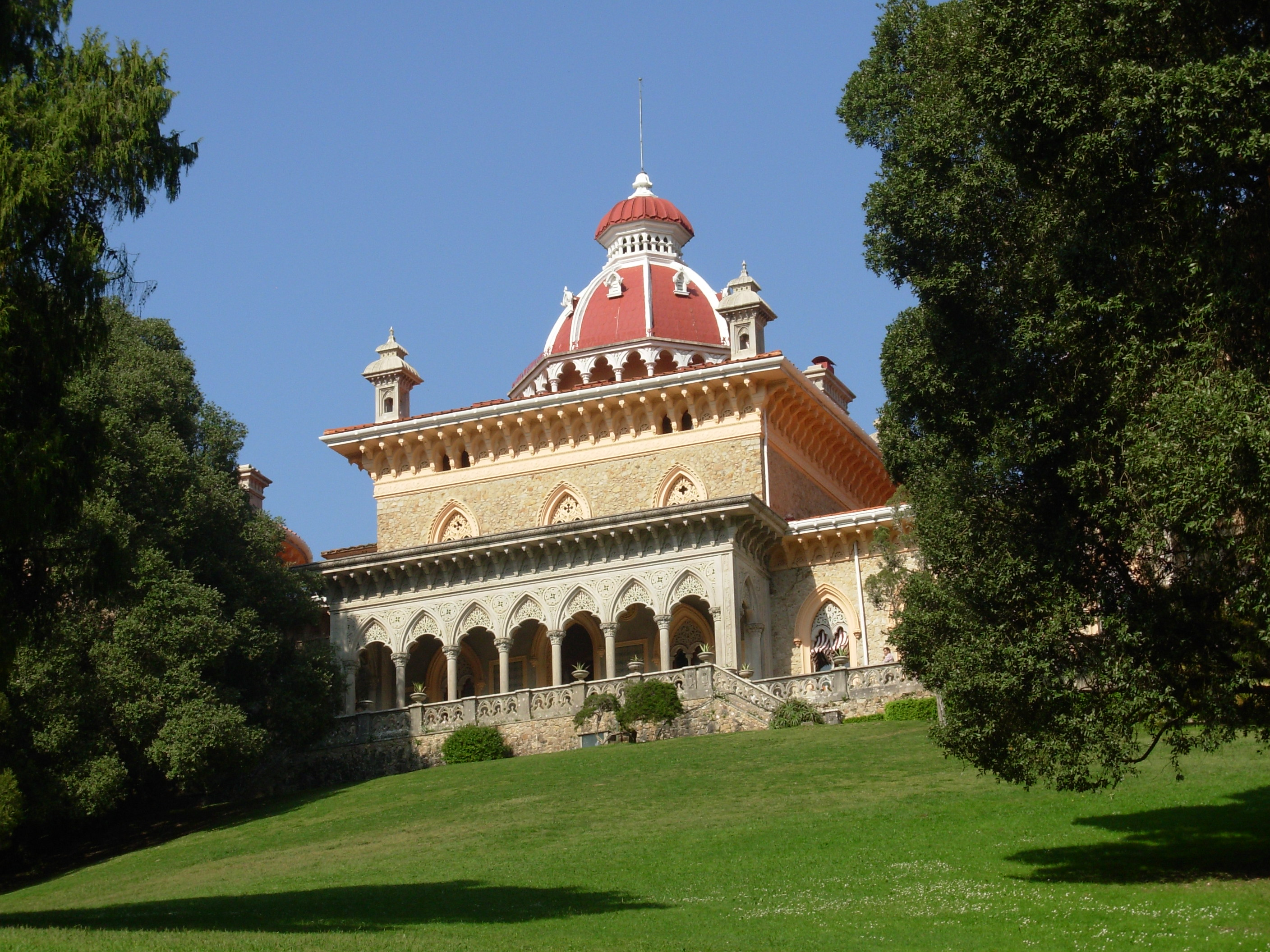

## توأمة
لشنترة اتفاقيات توأمة مع كل من:
- الجديدة
- بيساو
- لوبيتو
- هافانا
- بتروبوليس
- مقاطعة هونولولو
- هونولولو
- أوفييدو

## أعلام
- برناردو فرنسيسكو
- ميغيل ريبيرو
- آنا دانيال
- أنطونيو أوقستو كارفاليو مونتيرو
- هيلينا ألميدا
- بيدرو خوسيه موريرا سيلفا
- أفونسو السادس ملك البرتغال
- بيدرو الثالث ملك البرتغال
- كارلوس فريري
- بيدرو هنريكس